# Gyoerffyella tatrica
Gyoerffyella tatrica är en svampart som beskrevs av Kol 1928. Gyoerffyella tatrica ingår i släktet Gyoerffyella, divisionen sporsäcksvampar och riket svampar.   Inga underarter finns listade i Catalogue of Life.